# توبياس بيرنهوفت
توبياس بيرنهوفت هو مهندس مدني ومهندس نرويجي، ولد في 5 ديسمبر 1869، وتوفي في 20 أغسطس 1936.